# 卡洛·科斯特利
卡洛·耶尔·科斯特利·莫利纳（Carlo Yaír Costly Molina，1982年7月18日—），是一名洪都拉斯足球运动员。

## 俱乐部生涯
科斯特利是洪都拉斯前国脚安东尼·科斯特利之子。幼时父母离婚后，他随母亲改嫁给一个墨西哥人并在14岁时移居墨西哥城。他先后在墨西哥塞拉亚竞技、莫雷利亚君主、阿特拉斯和国立自治大学美洲豹等球队的预备队效力。
2006年，他回到洪都拉斯，加盟普拉顿斯。在一个成功的赛季后，他前往欧洲，转会到波兰足球甲级联赛球队贝乌哈图夫矿工。2008/09赛季，他一度传出可能加盟英格兰足球冠军联赛球队普利茅斯和英格兰足球甲级联赛球队利兹联。 2009年1月，他在试训后租借到英冠球队伯明翰城半个赛季。 他在英冠联赛中出场八次，没有进球，赛季结束后回归贝乌哈图夫矿工。
2010年1月24日，他转投罗马尼亚足球甲级联赛球队瓦斯卢伊，签约一份三年半的合同。 但是他在2010年世界杯足球赛前夕受伤，12月离开球队并回到墨西哥，加盟阿特拉斯。 2011年7月4日，科斯特利被租借到美国职业足球大联盟球队休斯敦迪纳摩。
2012年9月，科斯特利再次前往欧洲，加盟希腊足球超级联赛球队韦里亚。2013年7月，他和中国足球甲级联赛球队贵州智诚签约。 8月4日，他在贵州智诚主场对阵延边长白虎的保级大战中迎来中国赛场的首秀，他在比赛中梅开二度，帮助球队3比0击败对手。

## 国家队生涯
2007年1月，科斯特利首次入选洪都拉斯国家足球队名单，备战2007年中美洲国家杯。同年6月2日，他在洪都拉斯3比1击败特立尼达和多巴哥的国际友谊赛中射进在国家队的首个进球。在2007年美洲金盃中，他射进3球，其中包括小组赛第二轮对阵墨西哥的梅开二度。科斯特利在2010年世界盃外圍賽射进6球，是洪都拉斯的第二号射手，帮助球队晋级到决赛圈，但他因伤无缘决赛圈的23人名单。
2014年世界杯科斯特利入选最终大名单并在对阵厄瓜多尔队的比赛中，于第31分钟打入一球，这是洪都拉斯国家队在1982年世界杯之后的首粒进球。